# 짐리-림

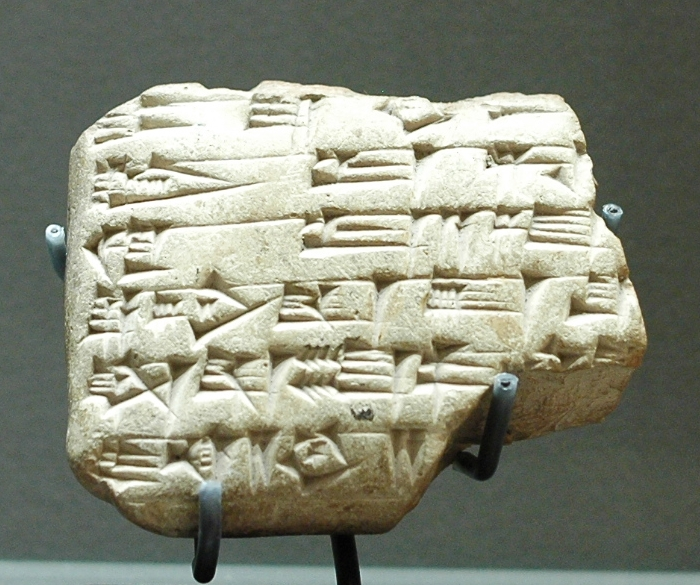

짐리림은 시리아의 마리 왕(기원전 1779년 ~ 1757년)이었다.
그는 약둔림의 왕자이자 상속자였다. 그러나 그의 아버지가 그의 부하에게 한방에 살해되었을 때 얌카드로 도망쳐야 했다. 도시는 아슈르의 왕 샴시-아닷 1세에 의해 점령되었다. 그는 그의 왕자 야스마아닷을 왕조에 올렸다. 샴시아닷이 죽은 직후에 짐리림은 추방에서 돌아와 야스마-아닷을 얌카드의 야림림의 도움으로 몰아 내었다.
짐리림은 마리를 20년간 다스렸다.
그는 팽창 정책을 시작하여 유프라테스강과 하부르강 계곡을 따라 인접 지역에 그의 권력을 세웠다.
그는 도시의 왕궁을 늘였는데 그것은 그 시대에 최대 규모였으며 분명히 다른 왕들의 부러움을 샀다.
그는 또 더 넓은 무대에서도 활동적이었다. 아마 기원전 1764년 그는 함무라비와 동맹하여 에쉬눈나에 대항하여 전쟁을 하였다.
짐리림의 개인적인 삶은 마리에 보존된 점토판을 통해 부분적으로 알려져 있다.
그는 얌카드의 공주 시바투와 결혼하였다. 그리고 적어도 여덟 명의 공주를 다양한 아내로부터 얻었다.
그의 공주의 여럿은 지역 도시의 촌장들에게 시집보내어 졌다.
나머지 둘은 여사제가 되었다.
왕과 그의 공주간의 대응에서 짐리림이 여자를 존중하였으며, 적어도 의사 결정시 그들을 고려하였다.
그는 그의 딸을 가까운 도시의 시장으로 임명하였다.
기원전 1757년, 이전의 동맹했음에도 함무라비는 마리를 정복하고 약탈하였다. 마리는 전투없이 항복하였을 수도 있었다. 이 시기에 짐리림은 역사에서 사라졌다. 아마 피살되었다고 가정된다.
벨라수누는 그의 후궁 중의 하나로 주장되었으나 지금은 틀렸다고 믿어진다.